# Bibliothèque de Pitäjänmäki
La bibliothèque de Pitäjänmäki (finnois : Pitäjänmäen kirjasto) est une bibliothèque du quartier de Pitäjänmäki à Helsinki en Finlande,, .

## Présentation
La bibliothèque de Pitäjänmäki a été fondée en 1920. 
Le bâtiment actuel de la bibliothèque a été conçu par l'architecte Aarne von Boehm et achevé en 1991 en tant que partie du centre polyvalent de Pitäjänmäki. 
Les bâtiments voisins de la bibliothèque sont l'école primaire de Pitäjänmäki, la maison des  jeunes de Pitäjänmäki et le terrain de sport de Pitäjänmäki.

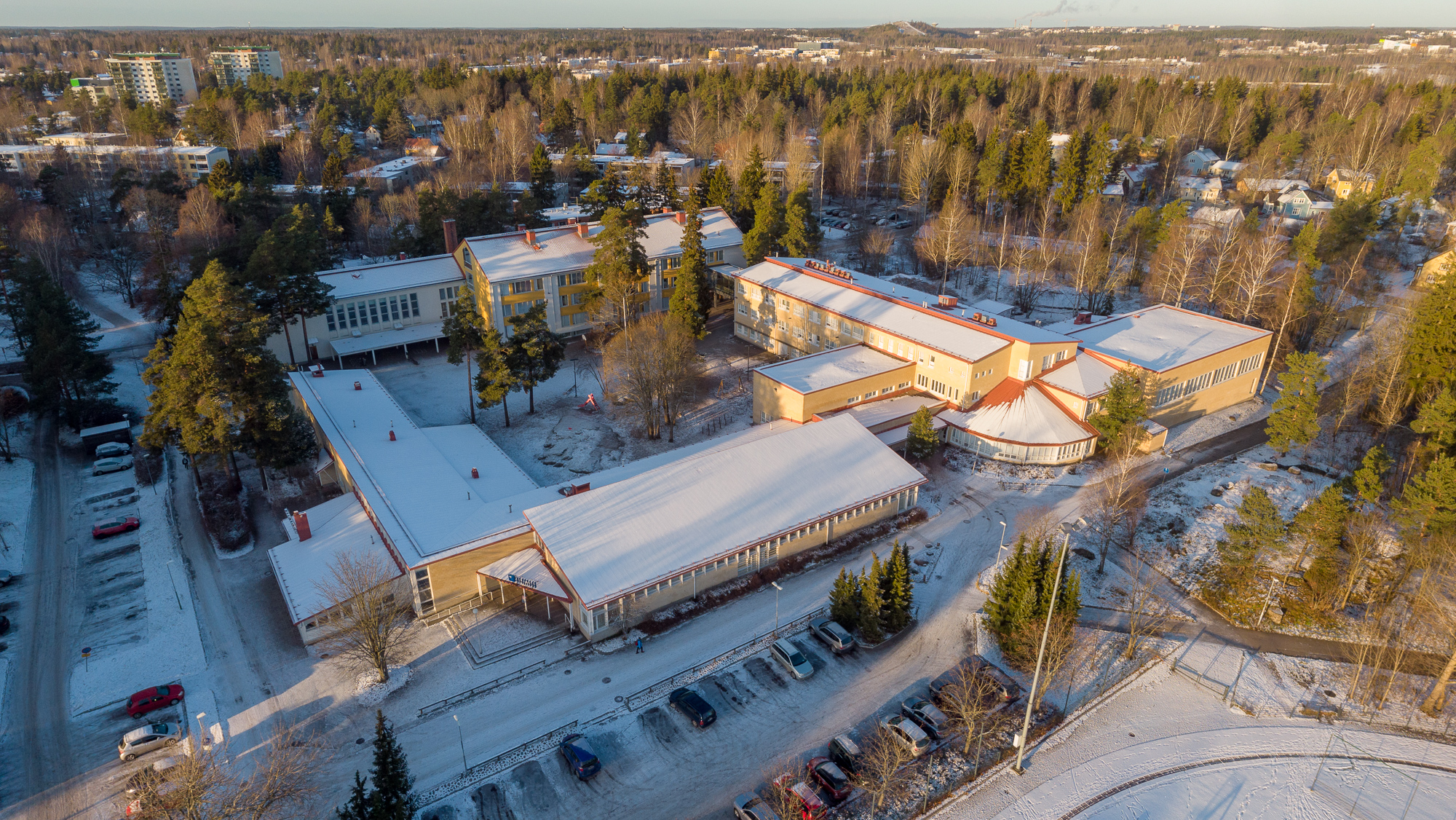
Bibliothèque, école et maison des jeunes de Pitäjänmäki.

## Groupement Helmet de bibliothèques
La bibliothèque de Pitäjänmäki fait partie du groupement Helmet, qui est un groupement de bibliothèques municipales d'Espoo, d'Helsinki, de Kauniainen et de Vantaa ayant une liste de collections commune et des règles d'utilisation communes.